# Nevinnej
Nevinnej je první studiové album plzeňské rockové kapely Ortel. Vydané bylo v roce 2007 a obsahuje 9 skladeb napsaných Tomášem Ortelem.

## Písně
1. Ortel
2. Kamenná tvář
3. Nevinnej
4. K zlosti
5. Odpuštění
6. Špína
7. Hadr
8. Vyhraná prohra
9. Tak jako já

## Zajímavosti
- Krátce po vydání alba byl kapele zrušen profil na serveru bandzone.cz.[2]
- Píseň Hadr si jako svou hymnu přisvojila Dělnická strana, později Dělnická strana sociální spravedlnosti.